# Stefano Loddo
Stefano Loddo (Oristano, 28 ottobre 1983) è un canoista ed allenatore di canoa/kayak italiano.

## Biografia
Ha iniziato la pratica della canoa nel 1995 presso l'Associazione Sportiva Dilettantistica Circolo Nautico Oristano.
Con il Circolo Nautico Oristano, Loddo partecipa nel 2003 alla Coppa del Mondo di canoa a Zagabria.
Nel 2004 viene arruolato nel Gruppo Sportivo della Marina Militare. Si congeda nel 2006 e, trasferendosi a Pavia, intraprende con ottimi risultati la carriera universitaria.
Consegue la Laurea in Scienze e Tecniche delle Attività Motorie presso l'Università degli Studi di Pavia e nel contempo si forma come tecnico di diverse discipline sportive quali nuoto, sollevamento pesi e l'immancabile canoa.
Nel 2010 approda alla centenaria Canottieri Ticino Pavia. Sotto la sua guida, la Società scala anno per anno le classifiche nazionali e si porta ai vertici della canoa italiana.
Nel 2012, i suoi primi due titoli di Campione d'Italia da allenatore. Lorenzo Baretta e Federico Mezzadra si impongono nel k2 200 metri e nel k1 200 metri della categoria ragazzi. Sempre lo stesso anno, Manfredi Rizza conquista, nello stesso giorno, il titolo italiano nel k1 200 metri u21, u23 ed Assoluto, oltre alla medaglia di bronzo ai Campionati del Mondo Universitari a Kazan (RUS).
Nel 2013, Manfredi Rizza conquista l'argento alle Universiadi di Kazan' in Russia ed ai Giochi del Mediterraneo di Mersin (TUR).
Nel 2014, alla Coppa del Mondo di Milano, Manfredi Rizza e Matteo Florio, conquistano il bronzo nel k2 200 metri.
Nel 2015, la Canottieri Ticino monopolizza la scena ai Campionati Italiani di fine stagione. Nove titoli di Campione Italiano, un titolo di Campione Italiano non militare e sei medaglie d'argento. Sempre nel 2015, il k4 200 metri composto interamente da atleti della Canottieri Ticino, conquista l'oro alla Coppa del Mondo di Duisburg (GER). È il primo k4 italiano a centrare un obiettivo simile con atleti civili.
Nel 2016, Michele Bertolini diventa Campione del Mondo Universitario; Campione Europeo under 23 e conquista il bronzo al Campionato del Mondo under 23. Sempre nel 2016, ai Giochi Olimpici di Rio de Janeiro, l'atleta Manfredi Rizza conquista nel k1 200 metri uno storico sesto posto a soli venticinque anni (è il più giovane tra i finalisti in gara).